# Le Mesnil-Bacley
Pour les articles homonymes, voir Mesnil.
Le Mesnil-Bacley est une ancienne commune française, située dans le département du Calvados en région Normandie, devenue le 1er janvier 2016 une commune déléguée au sein de la commune nouvelle de Livarot-Pays-d'Auge.
Elle est peuplée de 192 habitants.

## Toponymie
Le nom de la localité est attesté sous les formes Mesnillum Bachelarii au XIIe siècle (pouillé de Lisieux, p. 48, note 3), Mesnillum Beclerii vers 1250 (cart. de Troarn, n° 66), Mesnillum Baccalerrii au XVIe siècle (pouillé de Lisieux, p. 48), Mesnillum Baccarii en 1575 (pouillé de Lisieux, p. 48), Mesnil Baclé en 1723 (d’Anville, dioc. de Lisieux), Mesnil Bacqueley en 1778 (dénombr. d’Alençon).

## Histoire
Lors de la bataille de Normandie, en août 1944, à la suite de l'épisode de la poche de Falaise, le Mesnil-Bacley fut le théâtre d'un événement dramatique. Après s'être vu refusé du lait dans une ferme, des SS en déroute assassinèrent six jeunes filles de cette ferme qui, après ce refus, avaient accueilli des éclaireurs canadiens avec des fleurs. En représailles, les résistants fusillèrent en public « le même nombre de prisonniers allemands qu'il y avait eu de victimes [...] », après « leur avoir fait creuser leurs propres tombes ».
Le 1er janvier 2016, Le Mesnil-Bacley intègre avec vingt-et-une autres communes la commune de Livarot-Pays-d'Auge créée sous le régime juridique des communes nouvelles instauré par la loi no 2010-1563 du 16 décembre 2010 de réforme des collectivités territoriales. Les communes d'Auquainville, Les Autels-Saint-Bazile, Bellou, Cerqueux, Cheffreville-Tonnencourt, La Croupte, Familly, Fervaques, Heurtevent, Livarot, Le Mesnil-Bacley, Le Mesnil-Durand, Le Mesnil-Germain, Meulles, Les Moutiers-Hubert, Notre-Dame-de-Courson, Préaux-Saint-Sébastien, Sainte-Marguerite-des-Loges, Saint-Martin-du-Mesnil-Oury, Saint-Michel-de-Livet, Saint-Ouen-le-Houx et Tortisambert deviennent des communes déléguées et Livarot est le chef-lieu de la commune nouvelle.

## Politique et administration
| Période                                  | Période  | Identité       | Étiquette | Qualité                   |
| ---------------------------------------- | -------- | -------------- | --------- | ------------------------- |
| ?                                        | 1910     | Henri Graffet  |           |                           |
|                                          |          |                |           |                           |
| ?                                        | 1985     | Jean Graffet   |           |                           |
| 1985                                     | 2004     | Gisèle Graffet |           |                           |
| 2004                                     | 2014     | Hubert Touzé   | SE        | Retraité de l'agriculture |
| 2014                                     | En cours | Bernard Dorio  | SE        | Retraité                  |
| Les données manquantes sont à compléter. |          |                |           |                           |

## Démographie
En 2021, la commune comptait 192 habitants. Depuis 2004, les enquêtes de recensement dans les communes de moins de 10 000 habitants ont lieu tous les cinq ans (en 2008, 2013, 2018, etc. pour Le Mesnil-Bacley) et les chiffres de population municipale légale des autres années sont des estimations.
| 1793 | 1800 | 1806 | 1821 | 1831 | 1836 | 1841 | 1846 | 1851 |
| ---- | ---- | ---- | ---- | ---- | ---- | ---- | ---- | ---- |
| 252  | 215  | 247  | 70   | 201  | 237  | 244  | 250  | 214  |

| 1856 | 1861 | 1866 | 1872 | 1876 | 1881 | 1886 | 1891 | 1896 |
| ---- | ---- | ---- | ---- | ---- | ---- | ---- | ---- | ---- |
| 215  | 248  | 268  | 249  | 241  | 240  | 214  | 214  | 225  |

| 1901 | 1906 | 1911 | 1921 | 1926 | 1931 | 1936 | 1946 | 1954 |
| ---- | ---- | ---- | ---- | ---- | ---- | ---- | ---- | ---- |
| 240  | 222  | 207  | 241  | 270  | 275  | 252  | 240  | 224  |

| 1962 | 1968 | 1975 | 1982 | 1990 | 1999 | 2008 | 2013 | 2018 |
| ---- | ---- | ---- | ---- | ---- | ---- | ---- | ---- | ---- |
| 217  | 229  | 216  | 220  | 220  | 177  | 218  | 210  | 195  |

| 2019 | - | - | - | - | - | - | - | - |
| ---- | - | - | - | - | - | - | - | - |
| 194  | - | - | - | - | - | - | - | - |

## Lieux et monuments
- Église Saint-Pierre des XIIIe et XIVe siècles[9].
- Chapelle Notre-Dame du prieuré du Val-Boutry. Ce prieuré bénédictin dépendait de l'abbaye de Saint-Pierre-sur-Dives[10].
- Manoir de la Saminière (fin XVIIe).